# Корзиночный усач
Усач корзиночный (лат. Gracilia minuta) — западнопалеарктический вид жуков подсемейства настоящих усачей (Cerambycinae) семейства усачей (Cerambycidae). Это один из самых мелких усачей в Европе; в длину вид достигает 4—6 мм. Личинки заселяют тонкие усохшие побеги, вредит конструкциям винных бочек. Некоторые авторы считают, что это вид был завезён в другие страны (Японию, Северную Америку, Австралию, Аргентину и Уругвай) с винными бочками.

## Распространение
Ареал вида простирается от берегов Атлантического океана на западе до Урала на востоке, от Швеции, Финляндии на севере до Северной Африки на юге. Также встречается в Японии, Северной Америке, Австралии, Аргентине и Уругвае.

## Описание
Жук длиной 4-6 мм. Длина тела личинки достигает 6 мм. Длина тела куколки 3,7-7 мм. Жук имеет светло-бурую или тёмно-бурую окраску, матовый, в нежных шелковистых серых волосах.

## Развитие
Личинки развиваются под корой, где прокладывают извилистые ходы, которые сильно отпечатываются на древесине. Личинка последнего возраста вбуравльваются в древесину кормового растения, где личинка делает колыбельку, в которой она будет окукливаться.
Там же, в древесине, отрождаются жуки, которые выгрызают на поверхности побега лётное отверстие и покидают древесину.

## Экология
Личинки могут повреждать обручи винных бочек, изделия из неошкуренных прутьев ивы (Salix). В естественной среде кормовыми растениями личинки являются хвойные и лиственные деревья и кустарники, обычно это лещина обыкновенная (Corylus avellana), инжир (Ficus carica), сосна алеппская (Pinus halepensis) и тёрн (Prunus spinosa), также кормовыми растениями могут служить представители следующих родов лиственных: дуб (Quercus), берёза (Betula), боярышник (Crataegus), шиповник (Rosa) и ива (Salix), в том числе ива прутовидная (Salix viminalis), шиповник собачий (Rosa canina) и крушина слабительная (Rhamnus alaternus).

## Изменчивость
- Gracilia minuta Csiki, 1931[1]